# Åge Vedel Tåning
Åge Vedel Tåning est un  ichtyologiste danois, né le 27 juillet 1890 et mort le 26 septembre 1958 à Copenhague.
Il dirige le laboratoire Carlsberg, ainsi que la collection Dana et la station de recherche sur les pêches de Charlottenlund Slot. Il étudie les variations chez les poissons, notamment sur les effets de la température sur les caractères méristiques. Il étudie aussi la systématique de myctophides et d’autres espèces pélagiques.

## Source
- Auteur inconnu (1959). A. Vedel Tåning, Copeia, 1 : 86  (ISSN 0045-8511).

## Orientation bibliographique
- Árni Fridriksson (1959). Åge Vedel Tåning (1890-1958), ICES Journal of Marine Science, 24 : 211-214  (ISSN 1054-3139).